# Trevor Aston
Trevor Henry Aston (Fulham, 14 de junio de 1925 – Oxford, 17 de octubre de 1985) fue un historiador británico.
Su padre, Oliver, con problemas mentales, no podía trabajar con regularidad, por lo que su madre trabajaba cuidaba niños huérfanos por la tuberculosis, acogiéndolos en su propia casa, por entonces en Woolbeding, Sussex. En ese entorno crio también a Trevor.
Estudió en la grammar school de Midhurst, viviendo con el director. Inició sus estudios universitarios en filosofía, política y economía durante dos cursos en el St John's College de la Universidad de Oxford.
En 1943 (finalizando la Segunda Guerra Mundial) se alistó en los Royal Marines, aunque no llegó a entrar en combate. De vuelta a Oxford en 1946, redirigió sus estudios hacia la historia moderna, obteniendo un first-class degree en 1949. En 1950 fue nombrado Junior Research Fellow y en 1952 Fellow and Tutor de historia del  Corpus Christi College. Investigó particularmente la historia de ese colegio universitario. Desempeñó el cargo de bibliotecario de esa institución desde 1956.
Sus investigaciones históricas se centraron en el Domesday y la economía feudal (manorial), aunque se resistió a publicar. 
Desde 1968 fue el primer director de investigación y editor general de la History of the University of Oxford, publicada en ocho volúmenes (solo uno publicado antes de su muerte). Desde 1960 fue Keeper of the Archives ("Guardián de los Archivos"). Desde ese mismo año fue editor de la prestigiosa revista Past & Present.
Se vio afectado por una dolencia mental (maníaco-depresiva) y pasaba temporadas hospitalizado. 
Su costumbre de conducir a alta velocidad le acarreó dificultades de convivencia con sus colegas y con su propia esposa, de la que se separó.
Fue hallado muerto en sus habitaciones del Corpus Christi, víctima de una sobredosis de drogas.